# Lunde
Lunde – miejscowość (tätort) w Szwecji w gminie Kramfors w regionie Västernorrland. Około 431 mieszkańców.
W miejscowości znajduje się stacja kolejowa Lunde.